# Haliclona carteri
Haliclona carteri är en svampdjursart som beskrevs av Burton 1959. Haliclona carteri ingår i släktet Haliclona och familjen Chalinidae. Inga underarter finns listade i Catalogue of Life.